# Richard Long (Schauspieler)
Richard Long (* 17. Dezember 1927 in Chicago, Illinois; † 21. Dezember 1974 in Los Angeles, Kalifornien) war ein US-amerikanischer Schauspieler.

## Leben
Noch auf der Highschool spielte Long 1945 an der Seite von Claudette Colbert und Orson Welles in Morgen ist die Ewigkeit. Eine erneute Zusammenarbeit mit Orson Welles erfolgte schon im folgenden Jahr bei dessen Regiearbeit Die Spur des Fremden, in der er den jüngeren Bruder von Loretta Youngs Hauptfigur verkörperte. Unter Regie von Robert Siodmak spielte er 1946 in dem Film noir Der schwarze Spiegel den Verehrer von Olivia de Havilland und drei Jahre später in Gewagtes Alibi, einem weiteren Noir, den Bruder von Burt Lancaster. In der Filmreihe „Ma and Pa Kettle“ verkörperte er Tom Kettle, den ältesten Sohn des von Marjorie Main und Percy Kilbride dargestellten Farmer-Ehepaares Kettle. Long unterbrach seine Filmkarriere Anfang der 1950er für zwei Jahre für einen Einsatz im Koreakrieg. Insgesamt stagnierte die Filmkarriere von Long, der stets auf jungenhafte Rollen abonniert war. Nach der Trennung von seinem Filmstudio Universal gingen seine Filmangebote zurück, er übernahm unter anderem eine Hauptrolle in dem B-Film Cult of the Cobra (1955).
Ab Mitte der 1950er-Jahre trat Long überwiegend in Fernsehserien auf und konnte in diesem Bereich schließlich Erfolge feiern. Er hatte 1958 und 1959 eine wiederkehrende Rolle als Gentleman Jack Darby in vier Folgen von Maverick und spielte von 1959 bis 1960 die Hauptrolle in der Detektivserie New Orleans, Bourbon Street. Nach dem Ende dieser Serie spielte Long die Rolle des Detektivs Rex Randolph in der dritten Staffel von 77 Sunset Strip. Nach zwei Gastauftritten in der Twilight Zone folgte im Jahr 1965 seine heute bekannteste Rolle als ältester Sohn und angesehener Anwalt Jarrod Barkley in der Westernserie Big Valley. Im Anschluss daran spielte er in den Jahren 1970 und 1971 eine weitere Hauptrolle als verwitweter Gelehrter und Familienvater Professor Everett in der Familienserie Nanny und der Professor, an seiner Seite spielte Juliet Mills als Nanny. Seine letzte Rolle spielte Long in seinem Todesjahr als Hauptdarsteller des Fernsehfilms Death Cruise über einen Mord auf einer Kreuzfahrt.
Im Jahr 1954 heiratete Long die Schauspielerin Suzan Ball, die im darauffolgenden Jahr einem Krebsleiden erlag. Seit 1957 war er mit Mara Corday verheiratet, ebenfalls Schauspielerin und Model, mit der er drei Kinder hatte. Richard Long starb 1974 im Alter von 47 Jahren an den Folgen einer bereits länger bestehenden Herzkrankheit.

## Filmografie (Auswahl)
- 1946: Morgen ist die Ewigkeit (Tomorrow Is Forever)
- 1946: Die Spur des Fremden (The Stranger)
- 1946: Der schwarze Spiegel (The Dark Mirror)
- 1947: Das Ei und ich (The Egg and I)
- 1948: Tal der Leidenschaften (Tap Roots)
- 1949: Gewagtes Alibi (Criss Cross)
- 1949: The Life of Riley
- 1949: Ma and Pa Kettle
- 1950: Ma and Pa Kettle Go to Town
- 1950: Reiter ohne Gnade (Kansas Raiders)
- 1951: Ma and Pa Kettle Back on the Farm
- 1953: All meine Sehnsucht (All I Desire)
- 1954: Saskatschewan (Saskatchewan)
- 1955: Cult of the Cobra
- 1956: Big Dans Vermächtnis (He Laughed Last)
- 1956–1958: Matinee Theater (Fernsehserie, 7 Folgen)
- 1957: Suspicion (Fernsehserie, Folge Die Bombe im Keller)
- 1958: Have Gun – Will Travel (Fernsehserie, Folge 1x22)
- 1958–1959: Maverick (Fernsehserie, 4 Folgen)
- 1958–1963: 77 Sunset Strip (Fernsehserie, 28 Folgen)
- 1959: Das Haus auf dem Geisterhügel (House on Haunted Hill)
- 1959: Sugarfoot (Fernsehserie, Folge 2x17)
- 1959–1960: New Orleans, Bourbon Street (Bourbon Street Beat, Fernsehserie, 38 Folgen)
- 1960: Hawaiian Eye (Fernsehserie, Folge 2x13)
- 1962/1963: Alfred Hitchcock Presents (Fernsehserie, 2 Folgen)
- 1962/1964: Twilight Zone (The Twilight Zone, Fernsehserie, 2 Folgen)
- 1963: Mein Schiff fährt zu dir (Follow the Boys)
- 1964: Make Like a Thief
- 1965–1969: Big Valley (The Big Valley, Fernsehserie, 98 Folgen)
- 1970–1971: Nanny und der Professor (Nanny and the Professor, Fernsehserie, 54 Folgen)
- 1973: Thicker Than Water (Fernsehserie, 9 Folgen)
- 1974: Death Cruise (Fernsehfilm)